# Дочь Гингемы
«До́чь Гинге́мы» — повесть Сергея Сухинова (1997) на основе сказки «Волшебник Изумрудного города» Александра Волкова (являющейся вольным пересказом сказки «Удивительный волшебник страны Оз» Фрэнка Баума 1900 года). Произведение находится на стыке жанров сказки и фэнтези.
Первая в ряду десяти повестей Сухинова, образующих серию «Миры Изумрудного города» (1997—2003). Десятикнижие связано единым сюжетом о борьбе героев Волшебной страны против властелина Тьмы, могущественного колдуна Пакира.
Цикл Сухинова написан как развитие и переосмысление первой из шести сказок Волкова об Изумрудном городе; все последующие сказки Волкова в книжном цикле Сухинова не учитываются.

## Сюжет
Колдунья Гингема вынуждена бежать из средневековой Франции, где она была известна под именем графини де Барр. Переселившись в Край Торна (Волшебную страну), затерянный посреди американского континента, Гингема становится повелительницей Жевунов и приобретает репутацию злой колдуньи.
Долгие века Гингема живёт отшельницей, но затем берёт на воспитание заблудившуюся в лесу девочку Корину. Однако Корина ленива и своевольна, она с неохотой учится колдовству и постоянно перечит своей приёмной матери Гингеме. В наказание Гингема насылает на неё заклинание: отныне Корина будет взрослеть в десять раз медленнее обычного человека.
Корина крадёт у Гингемы волшебную книгу Торна и сбегает вместе с верным ей волком Нарком. После долгих странствий по Волшебной стране, Корина, ставшая уже юной девушкой, приходит к мысли захватить власть в Краю Торна. А чтобы избежать печальной участи злых волшебниц, Корина решает стать злой и доброй волшебницей одновременно, уравновешивая каждое своё злодеяние добрым поступком.
Ей удаётся втереться в доверие к правителю Мигунов Железному Дровосеку, выдав себя за дочь его бывшей невесты. Став принцессой страны Мигунов, Корина тайком подменяет шёлковое сердце Дровосека на каменное, из-за чего железный человек становится злым и жестоким, а потом ссорит Дровосека с его давним другом Страшилой, правителем Изумрудного города, и захватывает Изумрудный город.
Мечты Корины простираются дальше: теперь она хочет отомстить девочке Элли, невольно уничтожившей колдунью Гингему. О возвращении Элли в Волшебную страну и противостоянии её с Кориной рассказано в следующей повести Сухинова — «Фея Изумрудного города».

## История создания
Впервые фрагменты сказки «Дочь Гингемы» были опубликованы в 1997 году в журнале «Наука и жизнь» в составе повести «Фея Изумрудного города». В том же году в издательстве «Армада» вышло книжное издание, где сказки «Дочь Гингемы» и «Фея Изумрудного города» уже были разделены на две книги. 
Затем последовали ещё 8 повестей: «Секрет волшебницы Виллины», «Меч чародея», «Вечно молодая Стелла», «Алхимик Парцелиус», «Битва в Подземной стране», «Король Людушка», «Чародей из Атлантиды», «Рыцари Света и Тьмы». Издание сериала завершилось в 2003 году.
В 2015 году началось переиздание фэнтези-цикла Сухинова в переработанном виде. Автор особенно расширил первую книгу, «Дочь Гингемы», добавив туда детали из сопроводительных маленьких сказок, изменив историю происхождения Корины и устранив часть остаточных перекличек с поздними книгами Волкова. Однако после выхода 7-й книги переиздание было прекращено.
С 2020 года в электронном формате публиковалась новая трилогия Сергея Сухинова о героях Волшебной страны. Действие разворачивается сразу после событий десятикнижия. Первая книга трилогии, «Заря над Изумрудным городом», опубликована на платформе Литрес в 2020 году.

## Жанровые особенности
В отличие от сказок Волкова цикл Сухинова относится к фэнтези-жанру и ориентирован на читателей постарше. Помимо привычной для сказок Волкова темы дружбы Сухинов добавляет в повествование ряд романтических линий. Говорящие животные и сказочные существа (соломенный Страшила, Железный Дровосек и т. д.) отходят на второй план, уступая место рыцарям и феям. Одной из фей становится Элли, возвратившаяся в Волшебную страну и ставшая её Хранительницей.